# Commission Hallstein I
Pour les articles homonymes, voir Commission Hallstein.
La première commission Hallstein est la première commission européenne, dirigée par le démocrate-chrétien allemand Walter Hallstein du 7 janvier 1958 au 9 janvier 1962.

## Réalisations

### Contexte général
La commission Hallstein I est la première commission de la Communauté économique européenne. Elle s'est réunie pour la première fois le 16 janvier 1958 au château de Val Duchesse, au sud de Bruxelles, en Belgique. Elle a fonctionné pendant deux mandats, du 7 janvier 1958 au 20 juin 1967, et était composée de neuf membres (deux représentants chacun pour la France, l'Italie et l'Allemagne, un pour la Belgique, un pour le Luxembourg et un pour les Pays-Bas). Elle commença à travailler sur la Politique agricole commune et le marché unique européen. Elle enregistra un certain nombre de succès, comme l'accord sur le prix des céréales, et dut affronter les fréquentes oppositions du général de Gaulle.

## Composition
| Portefeuilles À défaut, titre au sein de la Commission                         | État membre |                                               | Commissaire                                  | Parti politique                                |
| ------------------------------------------------------------------------------ | ----------- | --------------------------------------------- | -------------------------------------------- | ---------------------------------------------- |
| Président de la Commission des Communautés européennes                         | Allemagne   |                                               | Walter Hallstein                             | Christlich Demokratische Union Deutschlands    |
| Vice-président Agriculture                                                     | Pays-Bas    |                                               | Sicco Mansholt                               | Partij van de Arbeid                           |
| Vice-président Économie et Finances                                            | France      |                                               | Robert Marjolin                              | Section française de l'Internationale ouvrière |
| Vice-président Marché intérieur Affaires sociales (À partir du 8 février 1961) | Italie      |                                               | Piero Malvestiti (Avant le 15 octobre 1959)  | Democrazia Cristiana                           |
| Vice-président Marché intérieur Affaires sociales (À partir du 8 février 1961) | Italie      | Giuseppe Caron (À partir du 24 novembre 1959) |                                              | Democrazia Cristiana                           |
| Aide au développement                                                          | France      |                                               | Robert Lemaignen                             | Sans étiquette                                 |
| Relations extérieures                                                          | Belgique    |                                               | Jean Rey                                     | Parti libéral                                  |
| Concurrence                                                                    | Allemagne   |                                               | Hans von der Groeben                         | Sans étiquette                                 |
| Affaires sociales                                                              | Italie      |                                               | Giuseppe Petrilli (Avant le 15 octobre 1959) | Sans étiquette                                 |
| Transports                                                                     | Luxembourg  |                                               | Michel Rasquin (Avant le 27 avril 1958)      | Sozialistesch Arbechterpartei                  |
| Transports                                                                     | Luxembourg  |                                               | Lambert Schaus (À partir du 18 juin 1958)    | Chrëschtlech Sozial Vollekspartei              |

### Secrétaire général
Le Secrétaire général de la Commission européenne durant cette commission était Émile Noël.

### Affiliation politique
| Affiliation politique européenne                                                    | Nombre de commissaires                              |
| ----------------------------------------------------------------------------------- | --------------------------------------------------- |
| Conservateurs Nouvelles équipes internationales                                     | 2 commissaires puis 3 (À partir du 18 juin 1958)    |
| Libéraux Libéraux et Démocrates Européens                                           | 1 commissaire                                       |
| Sociaux-démocrates Confédération des partis socialistes de la Communauté européenne | 2 commissaires puis 3 (À partir du 15 octobre 1959) |
| Sans étiquette                                                                      | 3 commissaires puis 2 (À partir du 27 avril 1958)   |

## Compléments